# Hlásnice
Hlásnice (in tedesco Wächtersdorf) è un comune della Repubblica Ceca facente parte del distretto di Olomouc, nella regione di Olomouc.